# Saison 2011-2012 du Heat de Miami
La saison 2011-2012 du Heat de Miami est la 24e saison au sein de la National Basketball Association (NBA). Il s'agit de la seconde saison du Heat avec le Big Three de Dwyane Wade, LeBron James, et Chris Bosh.
La saison dernière, ils ont perdu contre les Mavericks de Dallas en Finales NBA 2011. Après le lock-out de 2011, le Heat n’a joué que 66 matchs en saison régulière. Ils ont remporté le titre de leur division pour la 9e fois et ont participé à la finale de la conférence Est pour la 5e fois. Pour la deuxième année consécutive, les membres du Big Three ont tous été sélectionnés pour le NBA All-Star Game 2012. À l'issue de la saison régulière, James remporte son troisième titre de NBA Most Valuable Player (MVP).
Le 9 juin 2012, le Heat a battu les Celtics de Boston pour se qualifier pour les Finales NBA 2012 pour la deuxième année consécutive et la troisième fois dans l’histoire de la franchise. Le 21 juin, le Heat remporte le titre NBA à domicile contre le Thunder d'Oklahoma City, après sa victoire 121-106 au match 5. Il s'agit du 2e titre de l'histoire de la franchise. LeBron James a remporté son premier titre NBA, recevant le titre de MVP des Finales par la même occasion.

## Draft
| Tour | Choix | Joueur           | Poste | Nationalité | Provenance              |
| ---- | ----- | ---------------- | ----- | ----------- | ----------------------- |
| 2    | 31    | Bojan Bogdanović | SF/SG | Croatie     | Fenerbahçe SK (Turquie) |

## Classements de la saison régulière
| Conférence Est | Conférence Est         | Conférence Est | Conférence Est | Conférence Est | Conférence Est |  |
| No             | Franchise              | V              | D              | PCT            | GB             |  |
| -------------- | ---------------------- | -------------- | -------------- | -------------- | -------------- |  |
| 1              | Bulls de Chicago       | 50             | 16             | 75,8 %         | -              |  |
| 2              | Heat de Miami          | 46             | 20             | 69,7 %         | 04.0           |  |
| 3              | Pacers de l'Indiana    | 42             | 24             | 63,6 %         | 08.0           |  |
| 4              | Celtics de Boston      | 39             | 27             | 59,1 %         | 11.0           |  |
| 5              | Hawks d'Atlanta        | 40             | 26             | 60,6 %         | 10.0           |  |
| 6              | Magic d'Orlando        | 37             | 29             | 56,1 %         | 13.0           |  |
| 7              | Knicks de New York     | 36             | 30             | 54,5 %         | 14.0           |  |
| 8              | 76ers de Philadelphie  | 35             | 31             | 53,0 %         | 15.0           |  |
|                |                        |                |                |                |                |  |
| 9              | Bucks de Milwaukee     | 31             | 35             | 47,0 %         | 19.0           |  |
| 10             | Pistons de Détroit     | 25             | 41             | 37,9 %         | 25.0           |  |
| 11             | Raptors de Toronto     | 23             | 43             | 34,8 %         | 27.0           |  |
| 12             | Nets du New Jersey     | 22             | 44             | 33,3 %         | 28.0           |  |
| 13             | Cavaliers de Cleveland | 21             | 45             | 31,8 %         | 29.0           |  |
| 14             | Wizards de Washington  | 20             | 46             | 29,2 %         | 30.0           |  |
| 15             | Bobcats de Charlotte   | 7              | 59             | 10,6 %         | 43.0           |  |

| Division Sud-Est      | V  | D  | PCT    | GB   | Dom   | Ext   | Div  | Conf  |
| --------------------- | -- | -- | ------ | ---- | ----- | ----- | ---- | ----- |
| Heat de Miami         | 46 | 20 | 69,7 % | -    | 28-5  | 18-15 | 9-5  | 35-13 |
| Hawks d'Atlanta       | 40 | 26 | 60,6 % | 6.0  | 23-10 | 17-16 | 11-3 | 31-17 |
| Magic d'Orlando       | 37 | 29 | 56,1 % | 9.0  | 21-12 | 16-17 | 8-7  | 30-18 |
| Wizards de Washington | 20 | 46 | 30,3 % | 26.0 | 11-22 | 9-24  | 7-7  | 16-32 |
| Bobcats de Charlotte  | 7  | 59 | 10,6 % | 39.0 | 4-29  | 3-30  | 1-14 | 5-43  |

## Effectif
| Effectif du Heat de Miami 2011-2012 |
| --- |
| 1 Chris Bosh (C) • 3 Dwyane Wade (C) • 5 Juwan Howard • 6 LeBron James (C) • 13 Mike Miller • 14 Terrel Harris • 15 Mario Chalmers • 21 Ronny Turiaf • 22 James Jones • 30 Norris Cole • 31 Shane Battier • 40 Udonis Haslem • 45 Dexter Pittman • 50 Joel AnthonyEntraîneur : Erik Spoelstra Entraîneurs-Adjoints : Bob McAdoo • Keith Askins • Octavio De La Grana • Ron Rothstein • David Fizdale • Chet Kammerer |

## Statistiques

### Saison régulière
| Joueur           | Matchs | Titul. | Min./m | % Tir | % 3pts | % LF | Rbds/m. | Pass/m. | Int/m. | Ctr/m. | Pts/m. |
| ---------------- | ------ | ------ | ------ | ----- | ------ | ---- | ------- | ------- | ------ | ------ | ------ |
| Joel Anthony     | 64     | 51     | 21.1   | .559  | .000   | .690 | 3.9     | 0.1     | 0.56   | 1.31   | 3.4    |
| Shane Battier    | 65     | 10     | 23.1   | .387  | .339   | .622 | 2.4     | 1.3     | 0.98   | 0.51   | 4.8    |
| Chris Bosh       | 57     | 57     | 35.2   | .487  | .286   | .821 | 7.9     | 1.8     | 0.89   | 0.79   | 18.0   |
| Mario Chalmers   | 64     | 64     | 28.5   | .448  | .388   | .792 | 2.7     | 3.5     | 1.52   | 0.17   | 9.8    |
| Norris Cole      | 65     | 2      | 19.4   | .393  | .276   | .776 | 1.4     | 2.0     | 0.68   | 0.03   | 6.8    |
| Eddy Curry       | 14     | 1      | 5.9    | .462  | .000   | .750 | 0.9     | 0.1     | 0.00   | 0.14   | 2.1    |
| Mickell Gladness | 8      | 0      | 3.5    | .333  | .000   | .000 | 1.4     | 0.3     | 0.13   | 0.13   | 0.3    |
| Terrel Harris    | 22     | 1      | 14.5   | .349  | .205   | .667 | 2.3     | 1.2     | 0.41   | 0.09   | 3.6    |
| Udonis Haslem    | 64     | 10     | 24.8   | .423  | .000   | .814 | 7.3     | 0.7     | 0.55   | 0.38   | 6.0    |
| Juwan Howard     | 28     | 0      | 6.8    | .309  | .000   | .800 | 1.7     | 0.4     | 0.14   | 0.04   | 1.5    |
| LeBron James     | 62     | 62     | 37.5   | .531  | .362   | .771 | 7.9     | 6.2     | 1.85   | 0.81   | 27.1   |
| James Jones      | 51     | 10     | 13.1   | .380  | .404   | .833 | 1.0     | 0.4     | 0.33   | 0.18   | 3.6    |
| Mike Miller      | 39     | 2      | 19.3   | .435  | .453   | .400 | 3.3     | 1.1     | 0.36   | 0.15   | 6.1    |
| Dexter Pittman   | 35     | 6      | 8.6    | .468  | .000   | .643 | 2.0     | 0.3     | 0.23   | 0.23   | 3.0    |
| Ronny Turiaf     | 13     | 5      | 17.0   | .533  | .000   | .591 | 4.5     | 0.4     | 0.62   | 1.08   | 3.5    |
| Dwyane Wade      | 49     | 49     | 33.2   | .497  | .268   | .791 | 4.8     | 4.6     | 1.67   | 1.29   | 22.1   |

 Leader de l'équipe

### Playoffs
| Joueur         | Matchs | Titul. | Min./m | % Tir | % 3pts | % LF  | Rbds/m. | Pass/m. | Int/m. | Ctr/m. | Pts/m. |
| -------------- | ------ | ------ | ------ | ----- | ------ | ----- | ------- | ------- | ------ | ------ | ------ |
| Joel Anthony   | 17     | 1      | 19.4   | .586  | .000   | .800  | 3.2     | 0.1     | 0.29   | 0.94   | 3.2    |
| Shane Battier  | 23     | 16     | 33.4   | .379  | .382   | .813  | 3.2     | 1.2     | 0.96   | 0.61   | 7.0    |
| Chris Bosh     | 14     | 10     | 31.4   | .493  | .538   | .827  | 7.8     | 0.6     | 0.43   | 1.00   | 14.0   |
| Mario Chalmers | 23     | 23     | 35.6   | .442  | .359   | .717  | 3.7     | 3.9     | 1.22   | 0.26   | 11.3   |
| Norris Cole    | 19     | 0      | 8.9    | .324  | .250   | .778  | 0.5     | 0.6     | 0.37   | 0.00   | 1.8    |
| Eddy Curry     | 0      | 0      | 0.0    | .000  | .000   | .000  | 0.0     | 0.0     | 0.00   | 0.00   | 0.0    |
| Terrel Harris  | 4      | 0      | 2.5    | .500  | .000   | .750  | 0.8     | 0.0     | 0.00   | 0.00   | 1.3    |
| Udonis Haslem  | 22     | 11     | 20.5   | .455  | .000   | .743  | 6.4     | 0.6     | 0.23   | 0.27   | 4.8    |
| Juwan Howard   | 9      | 0      | 2.7    | .286  | .000   | .750  | 0.1     | 0.0     | 0.00   | 0.00   | 0.8    |
| LeBron James   | 23     | 23     | 42.7   | .500  | .259   | .739  | 9.7     | 5.6     | 1.87   | 0.70   | 30.3   |
| James Jones    | 20     | 0      | 8.7    | .372  | .300   | 1.000 | 1.0     | 0.1     | 0.15   | 0.05   | 2.6    |
| Mike Miller    | 23     | 0      | 16.0   | .404  | .413   | .818  | 2.5     | 0.7     | 0.39   | 0.09   | 5.2    |
| Dexter Pittman | 3      | 1      | 2.7    | .000  | .000   | .000  | 0.0     | 0.3     | 0.00   | 0.33   | 0.0    |
| Ronny Turiaf   | 12     | 7      | 10.1   | .556  | .000   | .273  | 2.6     | 0.1     | 0.08   | 0.67   | 1.9    |
| Dwyane Wade    | 23     | 23     | 39.4   | .462  | .294   | .729  | 5.2     | 4.3     | 1.70   | 1.30   | 22.8   |

 Leader de l'équipe

## Transactions

### Échanges
| 23 juin | Vers le Heat de Miami - Norris Cole | Vers les Timberwolves du Minnesota - Bojan Bogdanović Second tour de draft 2014 Compensation financière |

### Agents libres

#### Arrivées
| Joueur           | Contrat                          | Ancienne équipe                        |
| ---------------- | -------------------------------- | -------------------------------------- |
| Mario Chalmers   | Contrat de 3 ans et 12 000 000 $ | Heat de Miami (renouvellement)         |
| Juwan Howard     | Contrat de 1 an et 1 320 000 $   | Heat de Miami (renouvellement)         |
| James Jones      | Contrat de 3 ans et 4 500 000 $  | Heat de Miami (renouvellement)         |
| Shane Battier    | Contrat de 3 ans et 9 400 000 $  | Grizzlies de Memphis                   |
| Eddy Curry       | Contrat de 1 an et 1 220 000 $   | Timberwolves du Minnesota              |
| Mickell Gladness | Contrat de 1 an et 171 872 $     | Wizards du Dakota (D League)           |
| Terrel Harris    | Contrat de 1 an et 473 604 $     | Vipers de Rio Grande Valley (D League) |

#### Départs
| Joueur             | Raison du départ | Nouvelle équipe          |
| ------------------ | ---------------- | ------------------------ |
| Mike Bibby         | Agent libre      | Knicks de New York       |
| Erick Dampier      | Agent libre      | Hawks d'Atlanta          |
| Jamaal Magloire    | Agent libre      | Raptors de Toronto       |
| Žydrūnas Ilgauskas | Retraite         |                          |
| Mickell Gladness   | Libéré           | Warriors de Golden State |
| Eddie House        | Libéré           |                          |